# Samba Lucala
Samba Lucala – miasto w Angoli, w prowincji Kwanza Północna.